# NGC 5911
NGC 5911 (другие обозначения — MCG 1-39-19, ZWG 49.133, NPM1G +03.0475, PGC 54731) — галактика в созвездии Змея.
Этот объект входит в число перечисленных в оригинальной редакции «Нового общего каталога».